# Sotkronad topptyrann
Sotkronad topptyrann (Myiarchus phaeocephalus) är en fågel i familjen tyranner inom ordningen tättingar.

## Utseende och läte
Sotkronad topptyrann är en rätt stor tyrann med en gråbrun huvudtods som den ofta reser till ett buskigt utseende. Vidare har den askgrått på strupen och gult på buken. Mörka huvudet skiljer den från kungstyranner. Från andra mycket lika topptyranner skiljer den sig i biotopval. Jämfört med överlappande brunhättad topptyrann har den gråare hjässa och mer rostrött i vingar och stjärt. Bland lätena hörs en nasal och gnällig vissling, ett kort och raspigt ljud samt ett gnissligt "wi-dit".

## Utbredning och systematik
Sotkronad topptyrann delas in i två distinkta underarter med följande utbredning:
- Myiarchus phaeocephalus phaeocephalus – förekommer i torra trakter i västra Ecuador och nordvästra Peru (södra till Lambayeque)
- Myiarchus phaeocephalus interior – förekommer i Marañóndalen i sydligaste Ecuador och norra Peru

## Status och hot
Arten har ett stort utbredningsområde, men tros minska i antal, dock inte tillräckligt kraftigt för att den ska betraktas som hotad. Internationella naturvårdsunionen IUCN listar arten som livskraftig (LC).